# Serum
Ett serum är en gulaktig transparent vätska som blir resultatet efter att man låtit blod koagulera och sedan avlägsnat blodkroppar och koagulationsproteiner. Serum innehåller proteiner, bland annat antikroppar.
Serum, eller antiserum, är även benämningen på blodserum innehållande antikroppar mot ett specifikt ämne. Detta kan ges som antidot (motgift) mot exempelvis ormbett och serumet med dessa antikroppar framställs med hjälp av ormartens eget gift.
Serologi är läran om blodet med avseende på antikropparna i det.

## Serologisk diagnostik
Serologisk diagnostik av infektionssjukdomar bygger på att bakterier och virus (antigen) en tid efter smittillfället framkallar antikroppar i blodet, riktade mot smittämnet. Dessa antikroppar kan påvisas på olika sätt.
Man kan till exempel utnyttja deras förmåga att klumpa ihop, agglutinera, smittämnet (Widals reaktion vid salmonella) eller att binda blodets komplement, en grupp proteiner i serum (Wassermannreaktionen vid syfilis). Antigenantikroppsteknik används också i laboratorier för typbestämning av bakterier, vid blodgruppsbestämning (blodgruppsserologi) och hormonanalyser (till exempel serologisk graviditetsreaktion).
Serologiska undersökningar har vidare stor betydelse inom systemanalytisk botanik och zoologi för att fastställa växters och djurs inbördes släktskap efter deras proteiner.

## Serumterapi
Serumterapi står för behandling med blodserum som innehåller antikroppar och alltså ger passiv immunisering. Immunserum från djur, vanligen hästar, finns mot bland annat botulism, gasbrand och ormgift.
På grund av risken för allergisk reaktion har man i möjligast mån övergått till immunglobulinpreparat, framställda ur serum från mänskliga givare, till exempel immunglobulin mot stelkramp och hepatit B.